# Tonina Torrielli
Tonina Torrielli (née le 22 mars 1934 à Serravalle Scrivia, au Piémont, dans le nord de l'Italie) est une chanteuse Italienne.

## Biographie
En 1956, Tonina Torrielli représente l'Italie lors du premier Concours Eurovision de la chanson avec la chanson Amami se vuoi, la place qu'elle obtint reste inconnue.